# Liste von Apfelsorten/N
Erläuterungen und Quellen: Siehe Hauptartikel!
| Apfelsorte                                                                      | Bild                                | Kreuzung aus                        | Erstes Auftauchen                                                | Anmerkungen                           | Quellen                                              |
| ------------------------------------------------------------------------------- | ----------------------------------- | ----------------------------------- | ---------------------------------------------------------------- | ------------------------------------- | ---------------------------------------------------- |
| N. W. Greening                                                                  | Siehe: Northwestern Greening        | Siehe: Northwestern Greening        | Siehe: Northwestern Greening                                     | Siehe: Northwestern Greening          | Siehe: Northwestern Greening                         |
| Nabella                                                                         |                                     |                                     |                                                                  |                                       | j                                                    |
| Nadine                                                                          |                                     |                                     |                                                                  |                                       | s                                                    |
| Nagafu                                                                          |                                     | Sport von Fuji                      |                                                                  |                                       |                                                      |
| Nagafu No 2                                                                     | Siehe: Fuji Inra Type 4             | Siehe: Fuji Inra Type 4             | Siehe: Fuji Inra Type 4                                          | Siehe: Fuji Inra Type 4               | Siehe: Fuji Inra Type 4                              |
| Nagano                                                                          |                                     |                                     |                                                                  |                                       | e                                                    |
| Nägelchesapfel (oder: Nägeliapfel)                                              |                                     |                                     |                                                                  |                                       | o                                                    |
| Nägeliapfel                                                                     | Siehe: Nägelchesapfel               | Siehe: Nägelchesapfel               | Siehe: Nägelchesapfel                                            | Siehe: Nägelchesapfel                 | Siehe: Nägelchesapfel                                |
| Nain                                                                            |                                     |                                     |                                                                  |                                       |                                                      |
| Nalivia                                                                         | Siehe: Antonowka                    | Siehe: Antonowka                    | Siehe: Antonowka                                                 | Siehe: Antonowka                      | Siehe: Antonowka                                     |
| Naliwnoje Heloje                                                                | Siehe: Weißer Klarapfel             | Siehe: Weißer Klarapfel             | Siehe: Weißer Klarapfel                                          | Siehe: Weißer Klarapfel               | Siehe: Weißer Klarapfel                              |
| Namedyer Gold (oder: Apfel Aus Namedy)                                          |                                     |                                     |                                                                  |                                       | o, r (S. 5)                                          |
| Naményer Jonathan                                                               | Siehe: Naményer Rote                | Siehe: Naményer Rote                | Siehe: Naményer Rote                                             | Siehe: Naményer Rote                  | Siehe: Naményer Rote                                 |
| Naményer Rote (oder: Naményer Jonathan)                                         |                                     |                                     |                                                                  |                                       |                                                      |
| Namfo                                                                           |                                     |                                     |                                                                  |                                       | j                                                    |
| Nancy                                                                           |                                     |                                     |                                                                  |                                       | o                                                    |
| Nancy Jackson                                                                   |                                     |                                     | 1875 beschrieben                                                 |                                       | f, g (S. 245)                                        |
| Nanny                                                                           |                                     |                                     |                                                                  |                                       | e, f, g (S. 245), o                                  |
| Nansemond Beauty                                                                |                                     |                                     |                                                                  |                                       |                                                      |
| Nasenapfel                                                                      |                                     |                                     |                                                                  |                                       |                                                      |
| Nasona                                                                          |                                     |                                     |                                                                  |                                       | f, g (S. 245)                                        |
| Nassauer Streifling                                                             |                                     |                                     |                                                                  |                                       | p (S. 491)                                           |
| Nathusius’ Taubenapfel (oder: Pigeonnet Nathusius, Winter-Täubling)             |                                     |                                     |                                                                  |                                       | h (Nr. 237, S. 263), o, p (S. 700)                   |
| Nationale                                                                       |                                     |                                     |                                                                  |                                       | f                                                    |
| Natyra                                                                          | Siehe: SQ 159                       | Siehe: SQ 159                       | Siehe: SQ 159                                                    | Siehe: SQ 159                         | Siehe: SQ 159                                        |
| Naumburger Tiefblüte                                                            |                                     |                                     |                                                                  |                                       | j                                                    |
| Naumburger Weißkante                                                            | Siehe: Weißkante                    | Siehe: Weißkante                    | Siehe: Weißkante                                                 | Siehe: Weißkante                      | Siehe: Weißkante                                     |
| Nc 1                                                                            |                                     |                                     |                                                                  |                                       | a                                                    |
| Nawratils Renette                                                               |                                     |                                     |                                                                  |                                       | o                                                    |
| Nebuta                                                                          |                                     |                                     |                                                                  |                                       | e, f, g (S. 245)                                     |
| Neckartaler                                                                     |                                     |                                     |                                                                  |                                       | o                                                    |
| Nectarapple                                                                     |                                     |                                     |                                                                  |                                       | a                                                    |
| Neenstetter Boiken                                                              |                                     |                                     |                                                                  |                                       | o                                                    |
| Nehou                                                                           |                                     |                                     |                                                                  |                                       | a, f                                                 |
| Neild's Drooper                                                                 |                                     |                                     | 1915/16 in Bedfordshire                                          |                                       | b, f, g (S. 245), j                                  |
| Nela                                                                            |                                     |                                     |                                                                  |                                       | j, o                                                 |
| Nelkenapfel                                                                     |                                     |                                     |                                                                  |                                       | j                                                    |
| Nelson's Favourite                                                              |                                     |                                     |                                                                  |                                       | f                                                    |
| Nemes Sovari Alma (oder: Sovari Nobil (Of Romania))                             |                                     |                                     |                                                                  |                                       | f, g (S. 246)                                        |
| Nemes Szercsika Alma                                                            |                                     |                                     |                                                                  |                                       | f                                                    |
| Nemtesc Cu Miezul Rosu                                                          |                                     |                                     |                                                                  |                                       | e, f                                                 |
| Nero                                                                            |                                     |                                     |                                                                  |                                       |                                                      |
| Neue Ananas-Renette                                                             |                                     |                                     |                                                                  |                                       | h (Nr. 411, S. 459)                                  |
| Neue Borsdorfer Renette                                                         |                                     |                                     |                                                                  |                                       | h (Nr. 330, S. 372)                                  |
| Neue Edel-Renette                                                               |                                     |                                     |                                                                  |                                       | h (Nr. 423, S. 471)                                  |
| Neue Goldparmäne                                                                |                                     |                                     |                                                                  |                                       | f, g (S. 246), p (S. 492f)                           |
| Neuenhainer Weinapfel                                                           |                                     |                                     |                                                                  | Benannt durch Richard Zorn.           | p (S. 494)                                           |
| Neuenhofer Apfel                                                                | Siehe: Aargauer Jubiläumsapfel      | Siehe: Aargauer Jubiläumsapfel      | Siehe: Aargauer Jubiläumsapfel                                   | Siehe: Aargauer Jubiläumsapfel        | Siehe: Aargauer Jubiläumsapfel                       |
| Neuer Amerikaner                                                                |                                     |                                     |                                                                  |                                       | h (Nr. 530, S. 587)                                  |
| Neuer Berner Rosenapfel                                                         | Siehe: Berner Rosenapfel            | Siehe: Berner Rosenapfel            | Siehe: Berner Rosenapfel                                         | Siehe: Berner Rosenapfel              | Siehe: Berner Rosenapfel                             |
| Neuer Englischer Nonpareil                                                      | Siehe: Nonpareil                    | Siehe: Nonpareil                    | Siehe: Nonpareil                                                 | Siehe: Nonpareil                      | Siehe: Nonpareil                                     |
| Neuer Englischer Pigeon                                                         | Siehe: Neuer Englischer Taubenapfel | Siehe: Neuer Englischer Taubenapfel | Siehe: Neuer Englischer Taubenapfel                              | Siehe: Neuer Englischer Taubenapfel   | Siehe: Neuer Englischer Taubenapfel                  |
| Neuer Englischer Taubenapfel (oder: Neuer Englischer Pigeon)                    |                                     |                                     |                                                                  |                                       | h (Nr. 243, S. 270), o                               |
| Neuer Großer Englischer Nonpareil                                               |                                     |                                     |                                                                  |                                       | o                                                    |
| Neuer Stein-Pepping                                                             |                                     |                                     |                                                                  |                                       | h (Nr. 426, S. 474)                                  |
| Neuhäuser                                                                       | Siehe: Boikenapfel                  | Siehe: Boikenapfel                  | Siehe: Boikenapfel                                               | Siehe: Boikenapfel                    | Siehe: Boikenapfel                                   |
| Neuhäuser Boiken                                                                | Siehe: Boikenapfel                  | Siehe: Boikenapfel                  | Siehe: Boikenapfel                                               | Siehe: Boikenapfel                    | Siehe: Boikenapfel                                   |
| Neuhäuser Boikenapfel                                                           | Siehe: Boikenapfel                  | Siehe: Boikenapfel                  | Siehe: Boikenapfel                                               | Siehe: Boikenapfel                    | Siehe: Boikenapfel                                   |
| Neuhauser Zitronenapfel                                                         |                                     |                                     |                                                                  |                                       |                                                      |
| Neujahrsapfel                                                                   |                                     |                                     |                                                                  |                                       | j                                                    |
| Neustadts Gelber Pepping                                                        |                                     |                                     |                                                                  |                                       | h (Nr. 314, S. 351), j                               |
| Neuzerling                                                                      |                                     |                                     |                                                                  |                                       | j, o                                                 |
| Never Fail                                                                      | Siehe: Muskatrenette                | Siehe: Muskatrenette                | Siehe: Muskatrenette                                             | Siehe: Muskatrenette                  | Siehe: Muskatrenette                                 |
| Neverblight                                                                     |                                     |                                     |                                                                  |                                       | e                                                    |
| Neville Copeman                                                                 |                                     |                                     |                                                                  | Beschreibung                          |                                                      |
| New Bess Pool                                                                   |                                     |                                     |                                                                  |                                       | f                                                    |
| New Brunswick                                                                   |                                     |                                     |                                                                  |                                       | e                                                    |
| New Fuji                                                                        |                                     |                                     |                                                                  |                                       | f                                                    |
| New German                                                                      |                                     |                                     |                                                                  |                                       | f                                                    |
| New Hawthornden                                                                 |                                     |                                     |                                                                  |                                       | f                                                    |
| New Jonagold                                                                    |                                     |                                     |                                                                  |                                       | f                                                    |
| New Rock Pippin                                                                 |                                     |                                     |                                                                  |                                       | a                                                    |
| New Rock Pippin 1                                                               |                                     |                                     |                                                                  |                                       | f                                                    |
| New Scarlet Pearmain                                                            | Siehe: Brabanter Bellefleur         | Siehe: Brabanter Bellefleur         | Siehe: Brabanter Bellefleur                                      | Siehe: Brabanter Bellefleur           | Siehe: Brabanter Bellefleur                          |
| New Yorker Renette                                                              | Siehe: Newton Pepping               | Siehe: Newton Pepping               | Siehe: Newton Pepping                                            | Siehe: Newton Pepping                 | Siehe: Newton Pepping                                |
| Newell-Kimzey                                                                   | Siehe: Airlie Red Flesh             | Siehe: Airlie Red Flesh             | Siehe: Airlie Red Flesh                                          | Siehe: Airlie Red Flesh               | Siehe: Airlie Red Flesh                              |
| Newell-Kimzey Red Flesh                                                         | Siehe: Airlie Red Flesh             | Siehe: Airlie Red Flesh             | Siehe: Airlie Red Flesh                                          | Siehe: Airlie Red Flesh               | Siehe: Airlie Red Flesh                              |
| Newell’s Late Orange                                                            |                                     |                                     |                                                                  |                                       | a                                                    |
| Newfane                                                                         |                                     |                                     |                                                                  |                                       |                                                      |
| Newgold                                                                         |                                     |                                     |                                                                  |                                       |                                                      |
| Newport Cross                                                                   |                                     | Cox Orange × Unbekannt              |                                                                  |                                       | f, g (S. 246)                                        |
| Newred Spur Delicious                                                           |                                     |                                     |                                                                  |                                       | e                                                    |
| Newton Pepping (oder: New Yorker Renette)                                       |                                     |                                     |                                                                  |                                       | j, o, p (S. 496f)                                    |
| Newton Pippin                                                                   | Siehe: Newton Pepping               | Siehe: Newton Pepping               | Siehe: Newton Pepping                                            | Siehe: Newton Pepping                 | Siehe: Newton Pepping                                |
| Newton Wonder                                                                   |                                     |                                     | 1870er in Melbourne, Derbyshire, England                         |                                       | a, c, f, o                                           |
| Newtosh                                                                         |                                     |                                     |                                                                  |                                       | f                                                    |
| Newtown                                                                         | Siehe: Newtown Pippin               | Siehe: Newtown Pippin               | Siehe: Newtown Pippin                                            | Siehe: Newtown Pippin                 | Siehe: Newtown Pippin                                |
| Newtown Pippin (oder: Albemarle Pippin, Albermarle Pippin, Newtown)             |                                     |                                     | 1759 in Queens County, New York                                  |                                       | a, c, d, g (S. 183)                                  |
| Newtown Spitzenburg                                                             |                                     |                                     |                                                                  |                                       | f                                                    |
| Niagara                                                                         |                                     |                                     |                                                                  |                                       | a, e, f                                              |
| Nickajack                                                                       |                                     |                                     | um 1810 in North Carolina, USA                                   |                                       | c                                                    |
| Nico                                                                            |                                     |                                     |                                                                  |                                       | f                                                    |
| Nicod                                                                           |                                     |                                     |                                                                  |                                       | o                                                    |
| Nicogreen (oder: Greenstar)                                                     |                                     | Delcorf x Granny Smith              | 1989 in Belgien                                                  |                                       | f, o                                                 |
| Nicolas Renette                                                                 |                                     |                                     |                                                                  |                                       | h (Nr. 575, S. 636), p (S. 498)                      |
| Nicoter (oder: Kanzi)                                                           |                                     | Braeburn × Gala                     | 1992 Züchtung in Sint-Truiden, Belgien, 2002 Markteinführung     | Kanzi ist eine Clubsorte zu Nicoter   | a, c, f, o                                           |
| Niebüller Prinz                                                                 |                                     |                                     |                                                                  |                                       |                                                      |
| Niedauer                                                                        |                                     |                                     |                                                                  |                                       | h (Nr. 652, S. 728)                                  |
| Niederhelfenschwiler Beeriapfel                                                 |                                     |                                     |                                                                  |                                       | o                                                    |
| Niederhäuser Apfel                                                              |                                     |                                     |                                                                  | Benannt durch Richard Zorn.           | p (S. 499)                                           |
| Niederländische Weiße Reinette                                                  |                                     |                                     |                                                                  |                                       | p (S. 500)                                           |
| Niedzwetzkyana                                                                  |                                     |                                     |                                                                  |                                       | e                                                    |
| Nienburger Süße Herbstrenette                                                   |                                     |                                     |                                                                  |                                       | o                                                    |
| Nier Binet                                                                      |                                     |                                     |                                                                  |                                       |                                                      |
| Niğde                                                                           |                                     |                                     |                                                                  |                                       | f                                                    |
| Nikitaer Sommer-Renette                                                         |                                     |                                     |                                                                  |                                       | h (Nr. 402, S. 450)                                  |
| Nikitaer Streifling                                                             |                                     |                                     |                                                                  |                                       | h (Nr. 594, S. 661)                                  |
| Nikolausapfel                                                                   | Siehe: Danziger Kantapfel           | Siehe: Danziger Kantapfel           | Siehe: Danziger Kantapfel                                        | Siehe: Danziger Kantapfel             | Siehe: Danziger Kantapfel                            |
| Nimmermür                                                                       |                                     |                                     |                                                                  |                                       | h (Nr. 266, S. 298), o                               |
| Nipissing                                                                       |                                     |                                     |                                                                  |                                       | e                                                    |
| Nitschners Erdbeerapfel                                                         |                                     |                                     |                                                                  |                                       | e, h (Nr. 206, S. 228), j                            |
| Nittany                                                                         |                                     |                                     |                                                                  |                                       | a                                                    |
| Nixonite                                                                        |                                     |                                     |                                                                  |                                       |                                                      |
| Nj 55                                                                           |                                     |                                     |                                                                  |                                       | a                                                    |
| Nj 90                                                                           |                                     |                                     |                                                                  |                                       | e                                                    |
| No Blow                                                                         |                                     |                                     |                                                                  |                                       |                                                      |
| No Pip                                                                          |                                     |                                     |                                                                  | Ein samenloser (parthenokarper) Apfel | f                                                    |
| No. 57                                                                          |                                     |                                     |                                                                  |                                       |                                                      |
| Nobil De Geoagiu                                                                |                                     |                                     | In Geoagiu                                                       |                                       | f                                                    |
| Noble Sovar                                                                     |                                     |                                     |                                                                  |                                       |                                                      |
| Nod Head                                                                        |                                     |                                     |                                                                  |                                       |                                                      |
| Noël Des Champs                                                                 |                                     |                                     |                                                                  | Herstellung von Cidre                 | e                                                    |
| Noir De Vitry                                                                   |                                     |                                     |                                                                  |                                       |                                                      |
| Nolan Pippin                                                                    |                                     |                                     |                                                                  |                                       | f                                                    |
| Non Pareil                                                                      | Siehe: Nonpareil                    | Siehe: Nonpareil                    | Siehe: Nonpareil                                                 | Siehe: Nonpareil                      | Siehe: Nonpareil                                     |
| Nonnetit Bastard                                                                |                                     |                                     |                                                                  |                                       | a                                                    |
| Nonnetitte Fra Als                                                              |                                     |                                     |                                                                  |                                       |                                                      |
| Nonpareil (oder: Neuer Englischer Nonpareil, Non Pareil)                        |                                     |                                     |                                                                  |                                       | a, e, f, g (S. 27), h (Nr. 390, S. 438)              |
| Nonpareil Von Martin                                                            |                                     |                                     |                                                                  |                                       | h (Nr. 429, S. 477)                                  |
| Nonpareille D'Angleterre                                                        | Siehe: Ribston Pepping              | Siehe: Ribston Pepping              | Siehe: Ribston Pepping                                           | Siehe: Ribston Pepping                | Siehe: Ribston Pepping                               |
| Nonsuch Park                                                                    |                                     |                                     |                                                                  |                                       | f                                                    |
| Noral 2 8918                                                                    |                                     |                                     |                                                                  |                                       | e                                                    |
| Norcue                                                                          |                                     |                                     |                                                                  |                                       | e                                                    |
| Norda                                                                           |                                     |                                     |                                                                  |                                       | j                                                    |
| Nordenstädter Roter                                                             |                                     |                                     |                                                                  |                                       | [ 4 ]                                                |
| Nordenstädter Streifling                                                        |                                     |                                     |                                                                  |                                       | p (S. 501)                                           |
| Nordgold                                                                        |                                     |                                     |                                                                  |                                       | j                                                    |
| Nordhausen                                                                      | Siehe: Schöner Aus Nordhausen       | Siehe: Schöner Aus Nordhausen       | Siehe: Schöner Aus Nordhausen                                    | Siehe: Schöner Aus Nordhausen         | Siehe: Schöner Aus Nordhausen                        |
| Nordstrand                                                                      |                                     | Mutation von Gravensteiner          |                                                                  |                                       |                                                      |
| Norfolk Beaufin                                                                 | Siehe: Schöner Aus Norfolk          | Siehe: Schöner Aus Norfolk          | Siehe: Schöner Aus Norfolk                                       | Siehe: Schöner Aus Norfolk            | Siehe: Schöner Aus Norfolk                           |
| Norfolk Beauty                                                                  |                                     |                                     | In Norfolk                                                       |                                       | a, f, g (S. 247)                                     |
| Norfolk Beefing                                                                 | Siehe: Schöner Aus Norfolk          | Siehe: Schöner Aus Norfolk          | Siehe: Schöner Aus Norfolk                                       | Siehe: Schöner Aus Norfolk            | Siehe: Schöner Aus Norfolk                           |
| Norfolk Pippin                                                                  | Siehe: Adams Parmäne                | Siehe: Adams Parmäne                | Siehe: Adams Parmäne                                             | Siehe: Adams Parmäne                  | Siehe: Adams Parmäne                                 |
| Norfolk Royal                                                                   |                                     |                                     | um 1850 in England                                               |                                       | a, c, f, g (S. 247)                                  |
| Norfolk Royal Russet                                                            |                                     |                                     |                                                                  |                                       | a, f, g (S. 247)                                     |
| Norfolk Russet                                                                  | Siehe: Adams Parmäne                | Siehe: Adams Parmäne                | Siehe: Adams Parmäne                                             | Siehe: Adams Parmäne                  | Siehe: Adams Parmäne                                 |
| Noris                                                                           |                                     |                                     |                                                                  |                                       | f                                                    |
| Norland                                                                         |                                     |                                     |                                                                  |                                       | a, e                                                 |
| Normandie                                                                       |                                     |                                     |                                                                  |                                       | f                                                    |
| Normandie-Reinette (Christ)                                                     |                                     |                                     |                                                                  |                                       | p (S. 502)                                           |
| Normännische Weinrenette                                                        |                                     |                                     |                                                                  |                                       | o                                                    |
| Norman’s Pippin                                                                 |                                     |                                     |                                                                  |                                       | f                                                    |
| Normanton Wonder                                                                |                                     |                                     |                                                                  |                                       | a                                                    |
| North Carolina Keeper                                                           |                                     |                                     |                                                                  |                                       |                                                      |
| North Star                                                                      |                                     |                                     |                                                                  |                                       |                                                      |
| Northern Greening                                                               |                                     |                                     |                                                                  |                                       | a, f                                                 |
| Northern Lights                                                                 |                                     |                                     |                                                                  |                                       | a                                                    |
| Northern Spy (oder: Späher Des Nordens)                                         |                                     |                                     | um 1800 in New York                                              |                                       | a, c, d, e, f, h (Nr. 460, S. 512), j, o, p (S. 606) |
| Northfield Beauty                                                               |                                     |                                     |                                                                  |                                       | a                                                    |
| Northland                                                                       |                                     |                                     |                                                                  |                                       | e                                                    |
| Northland Seedling                                                              |                                     |                                     |                                                                  |                                       | f                                                    |
| Northwestern                                                                    |                                     |                                     |                                                                  |                                       |                                                      |
| Northwest Greening                                                              | Siehe: Northwestern Greening        | Siehe: Northwestern Greening        | Siehe: Northwestern Greening                                     | Siehe: Northwestern Greening          | Siehe: Northwestern Greening                         |
| Northwestern Greening (oder: N. W. Greening, Northwest Greening)                |                                     |                                     |                                                                  |                                       | a, e                                                 |
| Northwick Pippin                                                                | Siehe: Blenheim                     | Siehe: Blenheim                     | Siehe: Blenheim                                                  | Siehe: Blenheim                       | Siehe: Blenheim                                      |
| Northwood                                                                       |                                     |                                     |                                                                  |                                       | e, f                                                 |
| Norton                                                                          | Siehe: Amerikanischer Melonenapfel  | Siehe: Amerikanischer Melonenapfel  | Siehe: Amerikanischer Melonenapfel                               | Siehe: Amerikanischer Melonenapfel    | Siehe: Amerikanischer Melonenapfel                   |
| Norton Watermelon                                                               | Siehe: Amerikanischer Melonenapfel  | Siehe: Amerikanischer Melonenapfel  | Siehe: Amerikanischer Melonenapfel                               | Siehe: Amerikanischer Melonenapfel    | Siehe: Amerikanischer Melonenapfel                   |
| Norton's Melon                                                                  | Siehe: Amerikanischer Melonenapfel  | Siehe: Amerikanischer Melonenapfel  | Siehe: Amerikanischer Melonenapfel                               | Siehe: Amerikanischer Melonenapfel    | Siehe: Amerikanischer Melonenapfel                   |
| Notaire                                                                         | Siehe: Notarisapfel                 | Siehe: Notarisapfel                 | Siehe: Notarisapfel                                              | Siehe: Notarisapfel                   | Siehe: Notarisapfel                                  |
| Notarapfel                                                                      | Siehe: Notarisapfel                 | Siehe: Notarisapfel                 | Siehe: Notarisapfel                                              | Siehe: Notarisapfel                   | Siehe: Notarisapfel                                  |
| Notaris                                                                         | Siehe: Notarisapfel                 | Siehe: Notarisapfel                 | Siehe: Notarisapfel                                              | Siehe: Notarisapfel                   | Siehe: Notarisapfel                                  |
| Notarisapfel (oder: Notaire, Notarapfel, Notaris, Notarisappel, Notary's Apple) |                                     | Alant × Unbekannt                   | 1890 (gezüchtet) durch J. H. Th. Van den Ham in den Niederlanden |                                       | e, f, g (S. 248), j, o                               |
| Notarisappel                                                                    | Siehe: Notarisapfel                 | Siehe: Notarisapfel                 | Siehe: Notarisapfel                                              | Siehe: Notarisapfel                   | Siehe: Notarisapfel                                  |
| Notary's Apple                                                                  | Siehe: Notarisapfel                 | Siehe: Notarisapfel                 | Siehe: Notarisapfel                                              | Siehe: Notarisapfel                   | Siehe: Notarisapfel                                  |
| Nöthlichs Gulderling                                                            |                                     |                                     |                                                                  |                                       | h (Nr. 113, S. 127)                                  |
| Nottingham Pippin                                                               | Siehe: Pepping Aus Nottingham       | Siehe: Pepping Aus Nottingham       | Siehe: Pepping Aus Nottingham                                    | Siehe: Pepping Aus Nottingham         | Siehe: Pepping Aus Nottingham                        |
| Nouvelle Europe                                                                 |                                     |                                     |                                                                  |                                       | f                                                    |
| Nova Easigro                                                                    |                                     |                                     |                                                                  |                                       | a, f                                                 |
| Nova Easygro                                                                    | Siehe: Nova Easigro                 | Siehe: Nova Easigro                 | Siehe: Nova Easigro                                              | Siehe: Nova Easigro                   | Siehe: Nova Easigro                                  |
| Novajo                                                                          |                                     |                                     |                                                                  |                                       |                                                      |
| Novamac                                                                         |                                     |                                     |                                                                  |                                       | a                                                    |
| Novaspy                                                                         |                                     |                                     |                                                                  |                                       | a, e                                                 |
| Novomac                                                                         |                                     |                                     |                                                                  |                                       | o                                                    |
| Novosibirski Sweet                                                              |                                     |                                     |                                                                  |                                       | e                                                    |
| Nugget                                                                          |                                     |                                     |                                                                  |                                       | e, f                                                 |
| Nured Rome                                                                      |                                     |                                     |                                                                  |                                       | f                                                    |
| Nürensdorfer                                                                    |                                     |                                     |                                                                  |                                       | o                                                    |
| Nutmeg Pippin                                                                   |                                     |                                     |                                                                  |                                       | e, f                                                 |
| Nuvar Golden Hills                                                              |                                     |                                     |                                                                  |                                       | a                                                    |
| Ny 49-407                                                                       |                                     |                                     |                                                                  |                                       | e                                                    |
| Ny 61-345-2                                                                     |                                     |                                     |                                                                  |                                       | e                                                    |
| Ny 75441-67                                                                     |                                     |                                     |                                                                  |                                       | e                                                    |